# Луисборо
Луисборо (Луисберг; англ. Louisburgh; ирл. Cluain Cearbhán) — деревня в Ирландии, находится в графстве Мейо (провинция Коннахт).
Поселение было изначально спланировано, и сохранило в себе множество элементов XVIII века. Город был построен в 1795 году и назван в честь победы дяди основателя, капитана Генри Брауна, на острове Кейп-Бретон, Новая Шотландия, Канада над французской крепостью Луисберг.

## Демография
Население — 314 человек (по переписи 2006 года). В 2002 году население было 207 человек.
Данные переписи 2006 года:
| Общие демографические показатели |               |                               |                               |      |      |
| Всё население                    | Всё население | Изменения населения 2002—2006 | Изменения населения 2002—2006 | 2006 | 2006 |
| 2002                             | 2006          | чел.                          | %                             | муж. | жен. |
| 207                              | 314           | 107                           | 51,7                          | 145  | 169  |